# Palazzo Dulber
Il Palazzo Dulber (in ucraino Дворец Дюльбер?) è un palazzo progettato da Nikolay Krasnov situato a Koreiz vicino a Jalta, in Crimea.
L'edificio, chiamato anche Palazzo del Granduca Peter Nicolaievich di Russia (dove dülber in lingua tartara sta a significare "bello"), venne costruito in stile moresco tra il 1895 e il 1897.